# Dirka po Italiji 1989
Dirka po Italiji 1989 (italijansko Giro d'Italia 1989) je 72. izvedba dirke po Italiji, tritedenske moške cestne kolesarske etapne dirke. Začela se je 21. maja v Taormini in končala 11. junija v Firencah. Sodelovalo je 198 kolesarjev iz 22-ih ekip. Rožnato majico je prvič osvojil Laurent Fignon (Super U–Raleigh–Fiat), drugo mesto Flavio Giupponi (Malvor–Sidi), tretje pa Andrew Hampsten (7-Eleven). Vijolično majico je osvojil Giovanni Fidanza (Chateau d'Ax), modro majico Jure Pavlič (Carrera Jeans–Vagabond), zeleno majico Luis Herrera (Café de Colombia), belo majico pa Vladimir Pulnikov (Alfa Lum–STM).

## Ekipe
- 7-Eleven
- AD Renting–W-Cup–Bottecchia
- Alfa Lum–STM
- Ariostea
- Atala–Campagnolo
- Café de Colombia
- Caja Rural
- Carrera Jeans–Vagabond
- Chateau d'Ax
- Del Tongo
- Fagor–MBK
- Frank–Toyo
- Gewiss–Bianchi
- Hitachi–Zonca
- Jolly Componibili–Club 88
- Malvor–Sidi
- Panasonic–Isostar–Colnago–Agu
- Pepsi-Cola–Alba Cucine
- Selca
- Seur
- Super U–Raleigh–Fiat
- TVM–Ragno

## Etape
| Etapa | Datum     | Štart/Cilj                                 | Razdalja | Tip     | Tip                  | Zmagovalec                 |         |
| ----- | --------- | ------------------------------------------ | -------- | ------- | -------------------- | -------------------------- | ------- |
| 1     | 21. maj   | Taormina – Catania                         | 123 km   |         | ravninska etapa      | Jean-Paul van Poppel (NED) |         |
| 2     | 22. maj   | Catania – Etna                             | 132 km   |         | gorska etapa         | Acácio da Silva (POR)      |         |
| 3     | 23. maj   | Villafranca Tirrena – Messina              | 32.5 km  |         | ekipni kronometer    | Ariostea                   |         |
| 4     | 24. maj   | Scilla – Cosenza                           | 204 km   |         | gorska etapa         | Rolf Järmann (SUI)         |         |
| 5     | 25. maj   | Cosenza – Potenza                          | 275 km   |         | gorska etapa         | Stefano Giuliani (ITA)     |         |
| 6     | 26. maj   | Potenza – Campobasso                       | 223 km   |         | gorska etapa         | Stefan Joho (SUI)          |         |
| 7     | 27. maj   | Isernia – Rim                              | 208 km   |         | ravninska etapa      | Urs Freuler (SUI)          |         |
| 8     | 28. maj   | Rim – Gran Sasso d'Italia                  | 179 km   |         | gorska etapa         | John Carlsen (DEN)         |         |
| 9     | 29. maj   | L'Aquila – Gubbio                          | 221 km   |         | gorska etapa         | Bjarne Riis (DEN)          |         |
| 10    | 30. maj   | Pesaro – Riccione                          | 36.8 km  |         | posamični kronometer | Lech Piasecki (POL)        |         |
| 11    | 31. maj   | Riccione – Mantova                         | 244 km   |         | ravninska etapa      | Urs Freuler (SUI)          |         |
| 12    | 1. junij  | Mantova – Mira                             | 148 km   |         | ravninska etapa      | Mario Cipollini (ITA)      |         |
| 13    | 2. junij  | Padova – Auronzo di Cadore                 | 207 km   |         | gorska etapa         | Luis Herrera (COL)         |         |
| 14    | 3. junij  | Auronzo di Cadore – Corvara                | 131 km   |         | gorska etapa         | Flavio Giupponi (ITA)      |         |
| 15a   | 4. junij  | Corvara – Trento                           | 131 km   |         | ravninska etapa      | Jean-Paul van Poppel (NED) |         |
| 15b   | 4. junij  | Trento – Trento                            | 83.2 km  |         | gorska etapa         | Lech Piasecki (POL)        |         |
| 16    | 5. junij  | Trento – Santa Caterina di Valfurva        | 208 km   |         | gorska etapa         | odpovedana                 |         |
| 17    | 6. junij  | Sondrio – Meda                             | 137 km   |         | gorska etapa         | Phil Anderson (AUS)        |         |
| 18    | 7. junij  | Mendrisio (Švica) – Monte Generoso (Švica) | 10.7 km  |         | posamični kronometer | Luis Herrera (COL)         |         |
| 19    | 8. junij  | Meda – Tortona                             | 198 km   |         | ravninska etapa      | Jesper Skibby (DEN)        |         |
| 20    | 9. junij  | Voghera – La Spezia                        | 220 km   |         | gorska etapa         | Laurent Fignon (FRA)       |         |
| 21    | 10. junij | La Spezia – Prato                          | 216 km   |         | gorska etapa         | Gianni Bugno (ITA)         |         |
| 22    | 11. junij | Prato – Firence                            | 53 km    |         | posamični kronometer | Lech Piasecki (POL)        |         |
|       | Skupaj    | Skupaj                                     | 3418 km  | 3418 km | 3418 km              | 3418 km                    | 3418 km |

## Razvrstitev po klasifikacijah
| Etapa  | Zmagovalec           | Rožnata majica ·     | Vijolična majica ·   | Zelena majica · | Bela majica ·     | Ekipno           |
| ------ | -------------------- | -------------------- | -------------------- | --------------- | ----------------- | ---------------- |
| 1      | Jean-Paul van Poppel | Jean-Paul van Poppel | Jean-Paul van Poppel | brez            | ?                 | Atala–Campagnolo |
| 2      | Acácio da Silva      | Acácio da Silva      | Acácio da Silva      | Acácio da Silva | Pjotr Ugrumov     | Chateau d'Ax     |
| 3      | Ariostea             | Silvino Contini      | Acácio da Silva      | Acácio da Silva | Pjotr Ugrumov     | Chateau d'Ax     |
| 4      | Rolf Järmann         | Silvino Contini      | Acácio da Silva      | ?               | Pjotr Ugrumov     | Chateau d'Ax     |
| 5      | Stefano Giuliani     | Silvino Contini      | Acácio da Silva      | ?               | Pjotr Ugrumov     | Chateau d'Ax     |
| 6      | Stefan Joho          | Silvino Contini      | Acácio da Silva      | ?               | Pjotr Ugrumov     | Chateau d'Ax     |
| 7      | Urs Freuler          | Silvino Contini      | Giovanni Fidanza     | ?               | Pjotr Ugrumov     | Chateau d'Ax     |
| 8      | John Carlsen         | Erik Breukink        | Giovanni Fidanza     | ?               | Pjotr Ugrumov     | Fagor–MBK        |
| 9      | Bjarne Riis          | Acácio da Silva      | Acácio da Silva      | ?               | Pjotr Ugrumov     | Fagor–MBK        |
| 10     | Lech Piasecki        | Erik Breukink        | Rolf Sörensen        | ?               | Pjotr Ugrumov     | Alfa Lum–STM     |
| 11     | Urs Freuler          | Erik Breukink        | Rolf Sörensen        | ?               | Pjotr Ugrumov     | Alfa Lum–STM     |
| 12     | Mario Cipollini      | Erik Breukink        | Rolf Sörensen        | ?               | Pjotr Ugrumov     | Alfa Lum–STM     |
| 13     | Luis Herrera         | Erik Breukink        | Giovanni Fidanza     | ?               | Pjotr Ugrumov     | Fagor–MBK        |
| 14     | Flavio Giupponi      | Laurent Fignon       | Giovanni Fidanza     | ?               | Vladimir Pulnikov | Fagor–MBK        |
| 15a    | Jean-Paul van Poppel | Laurent Fignon       | Giovanni Fidanza     | Luis Herrera    | Pjotr Ugrumov     | Fagor–MBK        |
| 15b    | Lech Piasecki        | Laurent Fignon       | Giovanni Fidanza     | Luis Herrera    | Pjotr Ugrumov     | Fagor–MBK        |
| 16     | odpovedana           | Laurent Fignon       | Giovanni Fidanza     | Luis Herrera    | Pjotr Ugrumov     | Fagor–MBK        |
| 17     | Phil Anderson        | Laurent Fignon       | Giovanni Fidanza     | Luis Herrera    | Pjotr Ugrumov     | Fagor–MBK        |
| 18     | Luis Herrera         | Laurent Fignon       | Giovanni Fidanza     | Luis Herrera    | Vladimir Pulnikov | Fagor–MBK        |
| 19     | Jesper Skibby        | Laurent Fignon       | Giovanni Fidanza     | Luis Herrera    | Vladimir Pulnikov | Fagor–MBK        |
| 20     | Laurent Fignon       | Laurent Fignon       | Giovanni Fidanza     | Luis Herrera    | Vladimir Pulnikov | Fagor–MBK        |
| 21     | Gianni Bugno         | Laurent Fignon       | Giovanni Fidanza     | Luis Herrera    | Vladimir Pulnikov | Fagor–MBK        |
| 22     | Lech Piasecki        | Laurent Fignon       | Giovanni Fidanza     | Luis Herrera    | Vladimir Pulnikov | Fagor–MBK        |
| Skupaj | Skupaj               | Laurent Fignon       | Giovanni Fidanza     | Luis Herrera    | Vladimir Pulnikov | Fagor            |

## Končna razvrstitev
| Legenda | Legenda                                   | Legenda | Legenda                                       |
| ------- | ----------------------------------------- | ------- | --------------------------------------------- |
|         | Predstavlja vodilnega v skupnem seštevku  |         | Predstavlja vodilnega v razvrstitvi Intergiro |
|         | Predstavlja vodilnega po točkah           |         | Predstavlja vodilnega v gorski razvrstitvi    |
|         | Predstavlja najboljšega mladega kolesarja |         |                                               |

### Rožnata majica
| Poz. | Kolesar                  | Ekipa                         | Čas         |
| ---- | ------------------------ | ----------------------------- | ----------- |
| 1    | Laurent Fignon (FRA)     | Super U–Raleigh–Fiat          | 93h 30' 16" |
| 2    | Flavio Giupponi (ITA)    | Malvor–Sidi                   | + 1' 15"    |
| 3    | Andrew Hampsten (USA)    | 7-Eleven                      | + 2' 46"    |
| 4    | Erik Breukink (NED)      | Panasonic–Isostar–Colnago–Agu | + 5' 02"    |
| 5    | Franco Chioccioli (ITA)  | Del Tongo                     | + 5' 43"    |
| 6    | Urs Zimmermann (SUI)     | Carrera Jeans–Vagabond        | + 6' 28"    |
| 7    | Claude Criquielion (BEL) | Hitachi–Zonca                 | + 6' 34"    |
| 8    | Marco Giovannetti (ITA)  | Seur                          | + 7' 44"    |
| 9    | Stephen Roche (IRL)      | Fagor–MBK                     | + 8' 09"    |
| 10   | Marino Lejarreta (ESP)   | Caja Rural                    | + 8' 09"    |

### Vijolična majica
| Poz. | Kolesar                  | Ekipa                         | Točke |
| ---- | ------------------------ | ----------------------------- | ----- |
| 1    | Giovanni Fidanza (ITA)   | Chateau d'Ax                  | 172   |
| 2    | Laurent Fignon (FRA)     | Super U–Raleigh–Fiat          | 139   |
| 3    | Erik Breukink (NED)      | Panasonic–Isostar–Colnago–Agu | 128   |
| 4    | Claudio Chiappucci (ITA) | Carrera Jeans–Vagabond        | 116   |
| 5    | Acácio da Silva (POR)    | Carrera Jeans–Vagabond        | 111   |

### Zelena majica
| Poz. | Kolesar                | Ekipa                     | Točke |
| ---- | ---------------------- | ------------------------- | ----- |
| 1    | Luis Herrera (COL)     | Café de Colombia          | 70    |
| 2    | Stefano Giuliani (ITA) | Jolly Componibili–Club 88 | 38    |
| 3    | Henry Cardenas (COL)   | Café de Colombia          | 34    |
| 3    | Jure Pavlič (YUG)      | Carrera Jeans–Vagabond    | 34    |
| 5    | Flavio Giupponi (ITA)  | Malvor–Sidi               | 28    |

### Bela majica
| Poz. | Kolesar                 | Ekipa                  | Čas         |
| ---- | ----------------------- | ---------------------- | ----------- |
| 1    | Vladimir Pulnikov (URS) | Alfa Lum–STM           | 93h 40' 06" |
| 2    | Pjotr Ugrumov (URS)     | Alfa Lum–STM           | + 4' 37"    |
| 3    | Luca Gelfi (ITA)        | Del Tongo              | + 27' 49"   |
| 4    | Jos van Aert (NED)      | Hitachi–Zonca          | + 31' 00"   |
| 5    | Jure Pavlič (YUG)       | Carrera Jeans–Vagabond | + 39' 24"   |

### Modra majica
| Poz. | Kolesar                  | Ekipa                  | Čas         |
| ---- | ------------------------ | ---------------------- | ----------- |
| 1    | Jure Pavlič (YUG)        | Carrera Jeans–Vagabond | 49h 50' 00" |
| 2    | Laurent Fignon (FRA)     | Super U–Raleigh–Fiat   | + 4' 07"    |
| 3    | Claude Criquielion (BEL) | Hitachi–Zonca          | + 4' 24"    |
| 4    | Flavio Giupponi (ITA)    | Malvor–Sidi            | + 4' 32"    |
| 5    | Jesper Skibby (DEN)      | TVM–Ragno              | + 4' 54"    |

### Borbenost
| Poz. | Kolesar                | Ekipa                         | Točke |
| ---- | ---------------------- | ----------------------------- | ----- |
| 1    | Stefano Giuliani (ITA) | Jolly Componibili–Club 88     | 98    |
| 2    | Peter Winnen (NED)     | Panasonic–Isostar–Colnago–Agu | 54    |
| 3    | Phil Anderson (AUS)    | TVM–Ragno                     | 48    |
| 4    | Jesper Worre (DEN)     | Café de Colombia              | 28    |
| 5    | John Carlsen (DEN)     | Fagor–MBK                     | 24    |

### Vmesni šprinti
| Poz. | Kolesar                | Ekipa                     | Točke |
| ---- | ---------------------- | ------------------------- | ----- |
| 1    | Luigi Bielli (ITA)     | Del Tongo                 | 35    |
| 2    | Alessio Di Basco (ITA) | Pepsi-Cola–Alba Cucine    | 31    |
| 3    | Stefanino Cecini (ITA) | Jolly Componibili–Club 88 | 21    |
| 4    | Danilo Gioia (ITA)     | Atala–Campagnolo          | 18    |
| 4    | Andrej Čmil (URS)      | Alfa Lum–STM              | 12    |

### Zadnji kilometer
| Poz. | Kolesar                | Ekipa                     | Točke |
| ---- | ---------------------- | ------------------------- | ----- |
| 1    | Laurent Fignon (FRA)   | Super U–Raleigh–Fiat      | 14    |
| 2    | Gianni Bugno (ITA)     | Chateau d'Ax              | 10    |
| 3    | Rolf Järmann (SUI)     | Frank–Toyo                | 10    |
| 4    | Stefano Giuliani (ITA) | Jolly Componibili–Club 88 | 9     |
| 4    | Luis Herrera (COL)     | Café de Colombia          | 8     |

### Ekipna razvrstitev
| Poz. | Ekipa        | Čas          |
| ---- | ------------ | ------------ |
| 1    | Fagor–MBK    | 279h 59' 13" |
| 2    | Caja Rural   | + 13' 27"    |
| 3    | Alfa Lum–STM | + 16' 11"    |
| 4    | Seur         | + 16' 37"    |
| 5    | Del Tongo    | + 20' 35"    |